# Verdad o reto (película de 2018)
Verdad o reto (título original en inglés: Truth or Dare) es una película de terror sobrenatural de 2018 dirigida por Jeff Wadlow y escrita por Wadlow, Christopher Roach, Michael Reisz y Jillian Jacobs. Es protagonizada por Lucy Hale, Tyler Posey, Violett Beane, Hayden Szeto, y Landon Liboiron. Jason Blum ejerce como productor en Blumhouse Productions y Universal Pictures distribuye la película. Fue estrenado en los cines el 13 de abril de 2018, la película recibió críticas negativas y recaudó $94 millones.
La trama principal de la película se centra en un grupo de adolescentes que se ven atrapados en una versión retorcida y sobrenatural del clásico juego de verdad o reto, obligando a los jóvenes a jugar sus turnos y encontrar una manera de escapar del juego con vida.

## Argumento
En una tienda de una gasolinera en Nuevo México, una joven asustada y que, al parecer, intenta pasar desapercibida, trata de comprar cigarrillos pero es interrumpida cuando el encargado de la tienda la incita a jugar el juego de verdad o reto, acorralando a la joven que acepta el reto de rociar gasolina sobre otra cliente de la tienda y prenderle fuego. 
Mientras tanto en Estados Unidos, Olivia Barron, una estudiante universitaria y Youtuber de Internet, acepta de manera renuente una invitación de su mejor amiga, Markie Cameron, para acompañarla a ella y a su grupo de amigos a unas vacaciones en Rosarito (México). En su último día, Olivia conoce a un misterioso joven llamado Carter que, al ver que ella y sus amigos buscan hacer una actividad en grupo, decide invitarlos a hacer algo especial. Los lleva a una iglesia abandonada donde Carter sugiere que todos jueguen una ronda de verdad o reto. Todos aceptan jugar, pero cuando llega el turno de Carter elige verdad y confiesa delante de todos que los engañó para que aceptaran jugar al juego porque no le importa que todos mueran. Cuando Olivia lo confronta a solas, Carter le advierte que como aceptaron jugar ahora deberán continuar el juego sin importar donde estén o en lo que consistan los retos o, de lo contrario, ella y sus amigos morirán.
Al volver de México, Olivia no para de encontrarse con mensajes con la pregunta de ¿Verdad o reto? y, aunque ella en un principio cree que esto es una broma pesada de sus amigos, se ve obligada a tomar su turno cuando comienza a tener visiones de varias personas haciéndole la misma pregunta. Olivia escoge verdad por lo que debe confesar que Markie engaña a su novio Lucas en la biblioteca de la universidad, humillando a sus dos amigos en el progreso. Más tarde en un club de billar, Ronnie (el siguiente en la ronda y quien los había seguido a Olivia al viaje a México) es desafiado. Él elige reto el cual consiste en mostrar su pene frente a los presentes aunque Ronnie en un principio se lo toma como una broma cuando se siente presionado y se niega, él es poseído y muere al dejarse caer de la mesa de billar. Cuando los demás se enteran de lo sucedido, Olivia intenta convencer a sus amigos de que el juego los ha "seguido" y que tienen que tomar sus retos pero ellos no le creen, en especial Lucas, que decide irse por el secreto que Olivia confesó. No obstante, mientras él intenta irse es alcanzado por el juego por lo que se obligado a confesar lo que sintió por Olivia la primera vez que la conoció.
Deduciendo que la siguiente en la ronda es Markie, Olivia y Lucas tratan de convencerla de que acepte su turno y lo cumpla. Una aún furiosa Markie elige reto por lo que ella es desafiada a romperle la mano a Olivia, tarea que cumple a regañadientes ante la insistencia de Olivia. Tras lo sucedido el resto del grupo, Brad y Penelope se convencen de la veracidad del juego, excepto Tyson que sigue convencido de que todo es una elaborada broma de mal gusto. Mientras los chicos esperan que Olivia salga de emergencias, Brad se ve obligado a elegir su turno. Al escoger verdad él debe confesar su verdadera orientación sexual delante de su conservador padre, el oficial Han Chang. Como el siguiente es Tyson, y él sigue convencido de que todo es una farsa, sus amigos intentan advertirle mientras tiene una entrevista laboral, Tyson elige involuntariamente verdad pero miente al negar que no ha hecho prescripciones antes, provocando su muerte cuando se incrusta su propia pluma en su ojo. 
Sin saber qué hacer el grupo comienza a buscar a Carter con la esperanza de que les dé respuestas o una solución, descubriendo reportes sobre una chica que mató a una mujer en una gasolinera, Giselle Hammond, quien como ellos está atrapada en el juego. Ellos la contactan a través de su Facebook. Mientras,una ebria Penelope es obligada a tomar reto en su turno a pesar de que ella escoge verdad. Su reto consiste en caminar por la azotea de la casa mientras se termina una botella llena de vodka. Sí sus amigos intervienen, sería como hacer trampa, por lo que ella debe completar el reto sin ayuda. El grupo se las arregla para evitar que Penelope se lastime a sí misma y, al poco tiempo, Olivia es contactada por Giselle, quien accede a verlos a todos. Ella explica que comenzaron a ser perseguidos por el juego tras jugar en la misma iglesia y revela que en su juego ellos pusieron la regla de elegir reto después de que dos jugadores escogieran verdad consecutivamente. De pronto, Giselle intenta asesinar a Olivia debido a que ha sido desafiada por el juego a matarla durante una pelea que tienen con una Giselle armada con una pistola, Penelope muere al recibir el balazo mientras que el juego mata a Giselle por no haber cumplido su reto.
Olivia es llevada a la jefatura de policía por el incidente aunque no se levantan cargos. Ella descubre gracias al detective que la interroga que el verdadero nombre de Carter es Sam y que él sigue vivo porque se encuentra encerrado en su departamento. Al volver a casa, Olivia es desafiada nuevamente, ella elige reto y, para pesar de Markie, Olivia y Lucas tienen relaciones sexuales como objetivo del reto . Una vez cumplido, Lucas en su turno elige verdad confesando que él ama a Markie. En otra parte, una herida Markie elige verdad en su reto confesando que ella tiene pensamientos suicidas tras el misterioso suicidio de su padre. Olivia, Lucas y Brad investigan sobre la iglesia en la que se llevó a cabo el juego, descubriendo que allí ocurrió una masacre de la que solo hubo una sobreviviente, Inez Reyes. Brad se reencuentra con su padre y, mientras los dos platican, el juego obliga a Brad a escoger reto porque sus amigos ya habían elegido verdad. En su reto Brad debe hacer que su padre suplique por su vida a punta de pistola y, aunque Brad cumple, no completa el reto cuando un policía que se encontraba cerca le dispara en la espalda, matándolo. Con la ronda completada nuevamente, Olivia es desafiada de nuevo. Ella elige reto, el cual consiste en confesarle a Markie la verdad detrás del suicidio del padre de ella. De esta manera, Olivia revela que el día que se suicidó el Sr. Cameron él se le había insinuado y ella lo amenazó con confesarle todo a Markie, lo que llevó a que se suicidara. Markie queda devastada por la confesión y se va herida. 
Olivia y Lucas rastrean a Inez en su hogar en Tijuana para preguntarle que sabe sobre el juego. Allí son recibidos por una anciana y muda, Inez, que a través de notas les explica que ella pertenecía a un recinto de monjas que eran abusadas por un sacerdote. Un día una de las monjas invocó a un demonio embustero llamado Calax, que poseyó los juegos que las monjas jugaban, lo que causó la muerte de todas las participantes hasta que la responsable de invocarlo lo atrapó en una urna en un ritual que involucra recitar un hechizo en español y sacrificar su lengua al cortársela, siendo esa la razón por la que Inez fue la única que escapó y por la que es muda. Luego de convencer a una deprimida Markie de ayudarlos, el grupo restante encuentra a Carter y descubre Olivia, que él es Sam Meehan, y lo llevan hasta la iglesia abandonada para llevar a cabo el ritual. Mientras Sam repite el hechizo, Lucas es contactado por Calax, quien lo reta a matar a una de sus amigas. Lucas se niega provocando que Calax lo posea, por lo que mata a Sam que se encontraba a punto de completar el ritual al cortarse la lengua y finalmente se mata así mismo por no haber cumplido el reto.
Sabiendo que la siguiente en el juego es Markie, Olivia la convence de escoger reto y no cumplirlo. Markie obedece por lo que Calax se apodera de su cuerpo y antes de que se suicidara disparándonse, Olivia le coge de la pistola y se dispara en el brazo para salvarla, Olivia entonces invita a Calax al juego usando a su favor las reglas y aunque Calax escoge verdad, Olivia le pregunta cómo pueden salir del juego vivas. Calax revela que el juego no terminará hasta que todos los participantes hayan muerto y que Sam era el único que lo podía encerrar de nuevo. Dado que el juego no puede acabar hasta que ellas mueran y cumpliendo su promesa de mantener su amistad, Olivia entonces comienza a grabar un vídeo en You Tube desde la iglesia detallando lo ocurrido y las reglas del juego justo antes de concluir el vídeo Verdad o reto, retando a todos sus espectadores a jugar, globalizando el juego maldito para el deleite de Calax.

## Reparto
- Lucy Hale como Olivia Barron.
- Tyler Posey como Lucas Moreno.
- Violett Beane como Markie Cameron.
- Hayden Szeto como Brad Chang.
- Landon Liboiron como Carter / Sam Meehan.
- Sophia Ali como Penelope Amari.
- Nolan Gerard Funk como Tyson Curran.
- Sam Lerner como Ronald "Ronnie" Wakowski.
- Aurora Perrineau como Giselle Hammond.
- Tom Choi como el oficial Han Chang.
- Gregg Daniel como el detective Kranis.
- Andrew Howard como Randall Minof.
- Brady Smith como Roy Cameron.
- Vera Taylor como Inez Reyes.
  - Ezmie Garcia como Inez (de 19 años) y como la nieta de Inez.
- Joe Ochman como la voz de Calax.
- Morgan Lindholm como Alexis Podell.

## Producción

### Desarrollo
Inicialmente, el director Jeff Wadlow explicó que fue contratado para dirigir la película después de idear una escena basada en el título de la película que luego fue incluida en la escena de apertura en sus reuniones iniciales con Blumhouse Productions. Posteriormente, se unió a su amigo Chris Roach, y su esposa, Jill Jacobs, y comenzaron a pensar en ideas para abordar el concepto final.
El 16 de marzo de 2017, Blumhouse Productions y Universal Pictures anunciaron que Wadlow dirigiría una película de terror sobrenatural titulada Truth or Dare.

### Casting
Simultamente con el anuncio del desarrollo de la película, también se confirmó que Lucy Hale sería la protagonista. Meses después, el 24 de mayo de 2017, se anunció que Tyler Posey, Violett Beane, Nolan Gerard Funk, Hayden Szeto y Sophia Taylor Ali se unieron a la película como coprotagonistas. En julio de 2017, Aurora Perrineau se unió a la película. Al mes siguiente, se anunció que Tom Choi se había unido a la película. El 16 de octubre de 2017, se anunció que Sam Lerner fue elegido para estar en la película.

### Filmación
La fotografía principal inició el 8 de junio de 2017, y concluyó el 12 de julio de 2017 en Los Ángeles.

## Lanzamiento
Inicialmente, la película se lanzaría el 27 de abril de 2018, pero en enero de 2018 el lanzamiento se adelantó dos semanas hasta el 13 de abril de 2018. El tráiler oficial de la película fue lanzado el 3 de enero de 2018.

### Taquilla
En los Estados Unidos y Canadá, Truth or Dare se lanzará junto con Rampage y Sgt. Stubby: An American Hero, así como la gran expansión de Isla de perros, y se estima que recaude entre $12–15 millones de 3.000 salas de cine en su fin de semana de apertura. La película recaudó $750.000 de las vistas previas del jueves por la noche.

## Recepción
En Rotten Tomatoes, la película tiene un índice de aprobación del 17% con base en 59 reseñas, y una calificación promedio de 3.7/10. El consenso dice, "La presentación astuta de Verdad o reto no es suficiente para hacer de esta mediocre entrega de horror más aterradora que una ronda en la vida real del juego." En Metacritic, la película tiene un puntaje promedio ponderado de 37 de 100, basado en 27 reseñas, lo que indica "reseñas generalmente desfavorables".
De Variety, Owen Gleiberman lo llamó una  "película de terror libre de escala" y escribió, "La película no es de miedo, no es apasionante, no es divertido, y no se alimenta de cualquier tipo de coacción inteligente. Es solo un ejercicio extrañamente arduo que se siente cada vez más frenético y arbitrario a medida que avanza."